# Ziemia wyszogrodzka

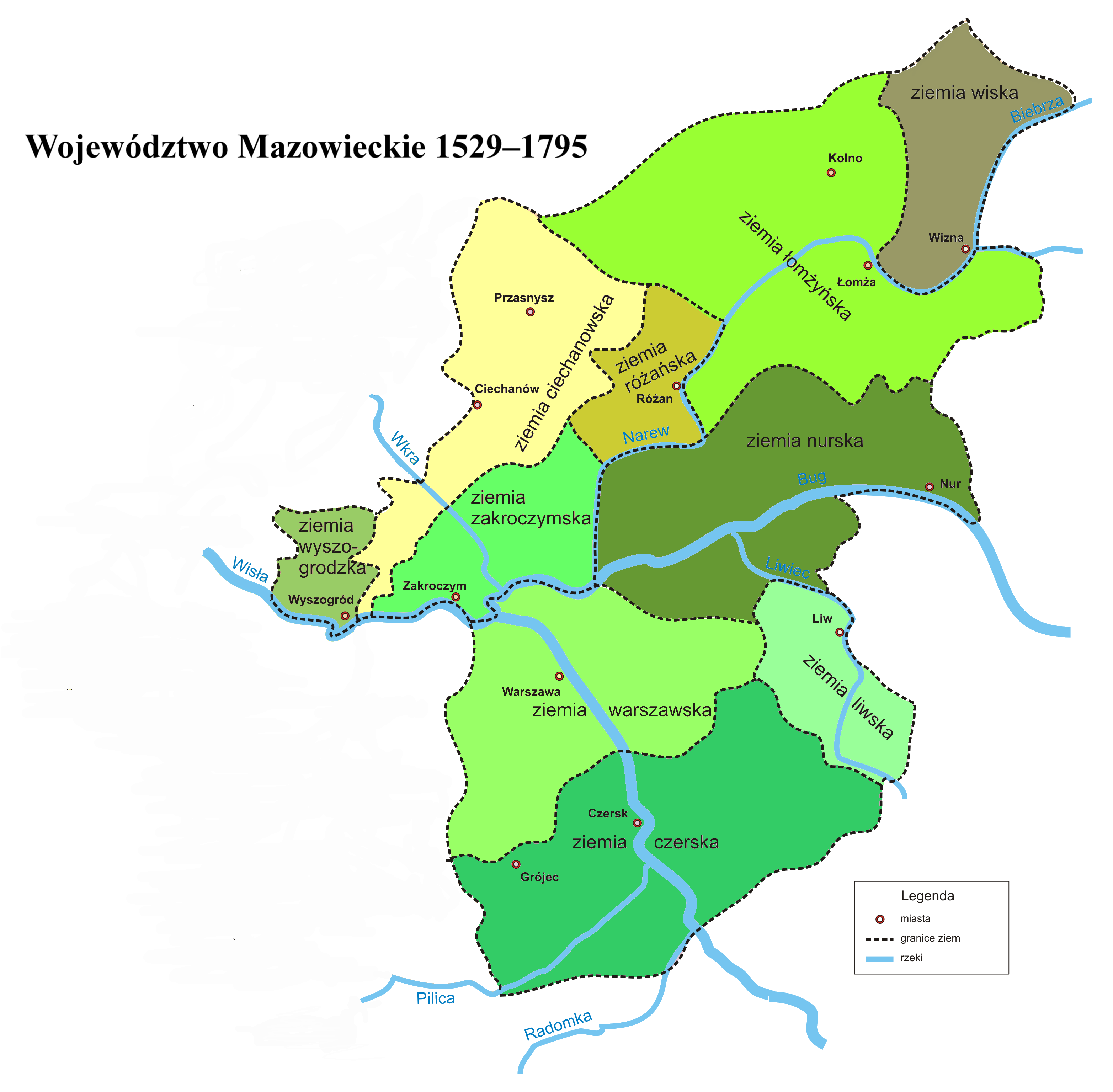
Ziemia wyszogrodzka jako część województwa mazowieckiego w latach 1529-1795

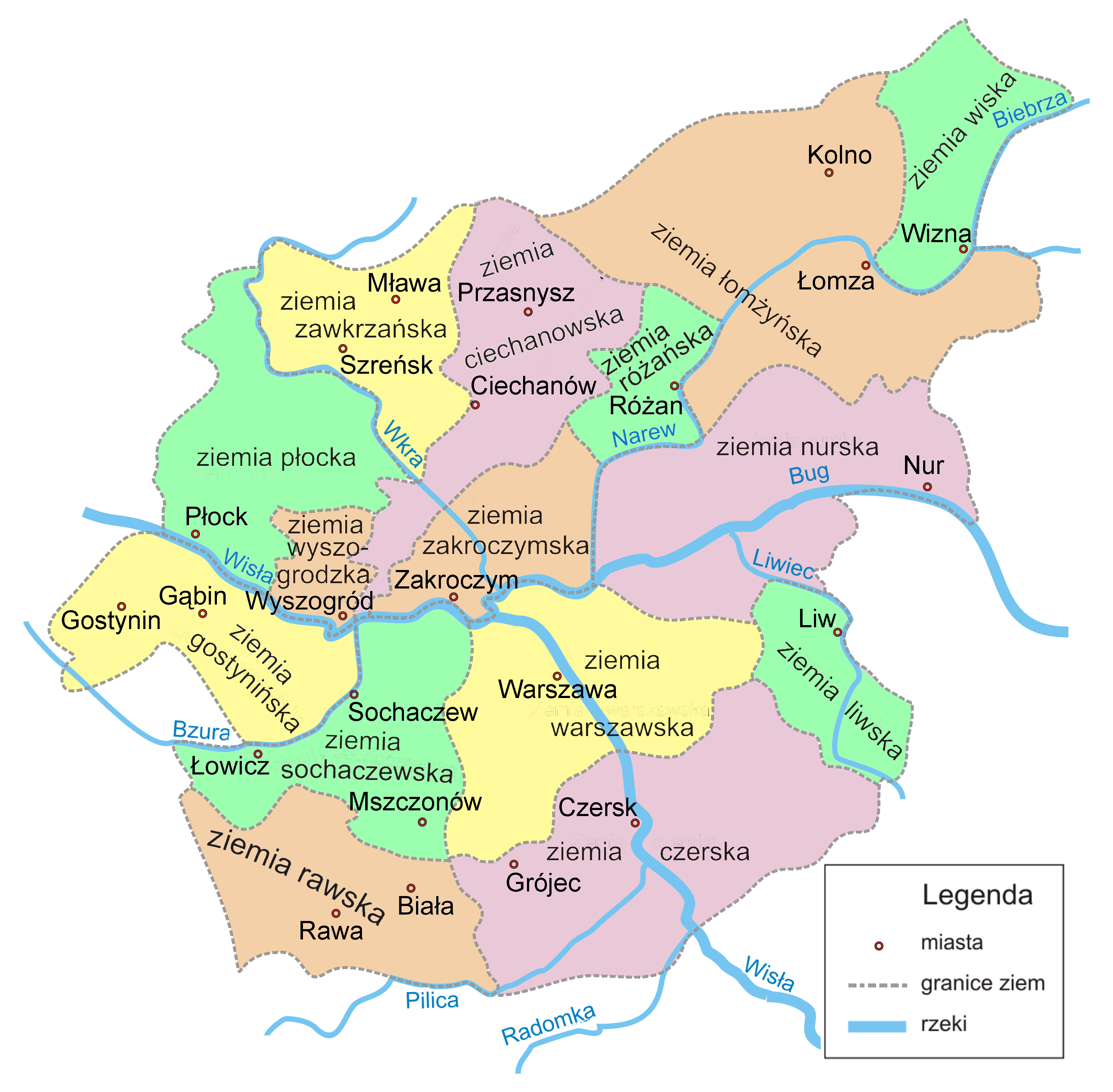
Ziemia wyszogrodzka i inne ziemie Mazowsza (XIII–XVIII w.)

Ziemia wyszogrodzka – ziemia województwa mazowieckiego po włączeniu Księstwa Mazowieckiego do I Rzeczypospolitej w 1526 roku, wcześniej ziemia Księstwa Mazowieckiego, do 1495 roku wchodziła w skład księstwa płockiego. Stolicą ziemi był Wyszogród.

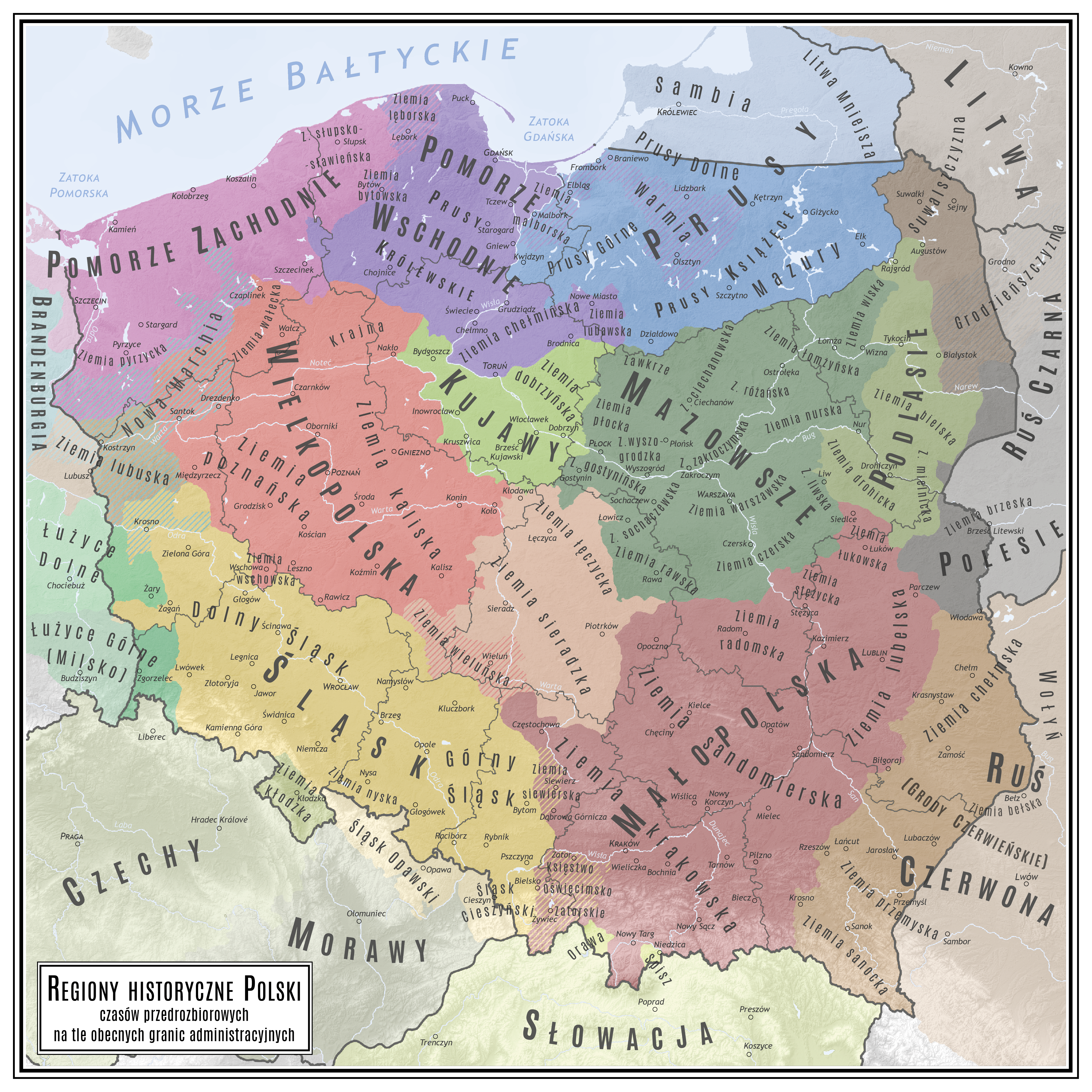
Ziemia wyszogrodzka, Mazowsze i inne krainy historyczne Polski na tle współczesnych granic administracyjnych

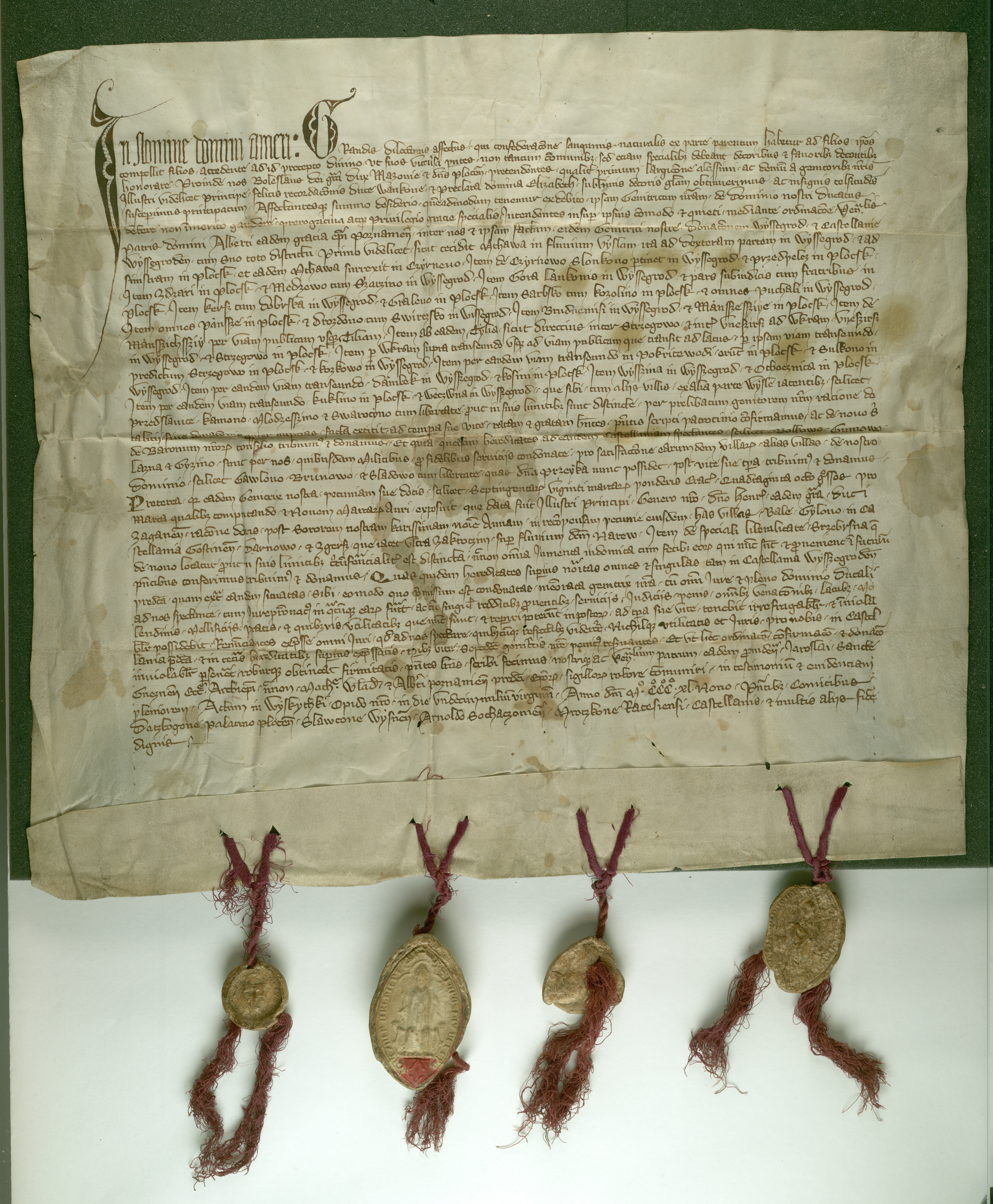
Bolesław III książę mazowiecki i płocki, nadaje 21 października 1349 roku matce swej Elżbiecie Giedyminównie ziemię wyszogrodzką za udzielenie mu jej pieniędzy posażnych na posag dla siostry Anny, wydanej za Henryka, księcia żagańskiego

Powierzchnia ziemi liczyła 587 km². Sejmikowała w Wyszogrodzie, wysyłała 2 posłów na sejm walny i co piąty rok deputata na Trybunał Główny Koronny w Piotrkowie. Miała starostę grodowego w Wyszogrodzie, kasztelana mniejszego, podkomorzego, sądy ziemskie, grodzkie i podwojewodzińskie.